# Бодешче
Бодешче (словен. Bodešče) насеље на левој обали Саве Бохињке у општини Блед покрајина Горењска. Општина припада регији Горењска.
Налази се на надморској висини 481,5 м. Приликом пописа становништва 2002. године насеље је имало 146 становника.
Месна црква посвећена Светом Ленарту изграђена на месту древног утврђења, датира из 15. века.